# Trușești
Trușești – wieś w Rumunii, w okręgu Botoszany, w gminie Trușești. W 2011 roku liczyła 2335 mieszkańców.